# Chaenusa whartoni
Chaenusa whartoni är en stekelart som beskrevs av Robert R. Kula 2008. Chaenusa whartoni ingår i släktet Chaenusa och familjen bracksteklar. Inga underarter finns listade i Catalogue of Life.